# Lunna Kirk
Lunna Kirk, ook Lunna Church genoemd, is een kerk, gelegen in Lunna op het Shetlandse Mainland (Schotland). In de twaalfde eeuw stond er reeds een kerk in Lunna. De kerk, die in de 21e eeuw te zien is, stamt grotendeels uit de achttiende eeuw.

## Geschiedenis
In 1537 wordt er vermelding van gemaakt dat Lunna een afzonderlijke parochie met een eigen priester was. De parochies van Shetland stonden aanvankelijk onder supervisie van de aartsdeken van Shetland in Tingwall. De aartsdeken stond onder supervisie van de bisschop van Orkney in Kirkwall en onder de aartsbisschop van Trondheim in Noorwegen. In 1468-1469 werden de Shetland- en Orkney-eilanden deel van Schotland. Vanaf 1472 werden de Shetlandse parochies bestuurd door de aartsbisschop van St Andrews. In 1560 kwam de reformatie, initieel doorgevoerd op de noordelijke eilanden door bisschop Adam Bothwell. In 1690 werd het presbyterianisme doorgevoerd. In 1701 werd Lunna Kirk wegens een reorganisatie van de parochies overbodig en werd de kerk als mausoleum gebruikt door de familie Hunter, de Heren van Lunna. In 1753 werd de kerk door Robert Hunter van Lunna verbouwd en ingericht voor de gereformeerde dienst.

## Bouw

### Kerk

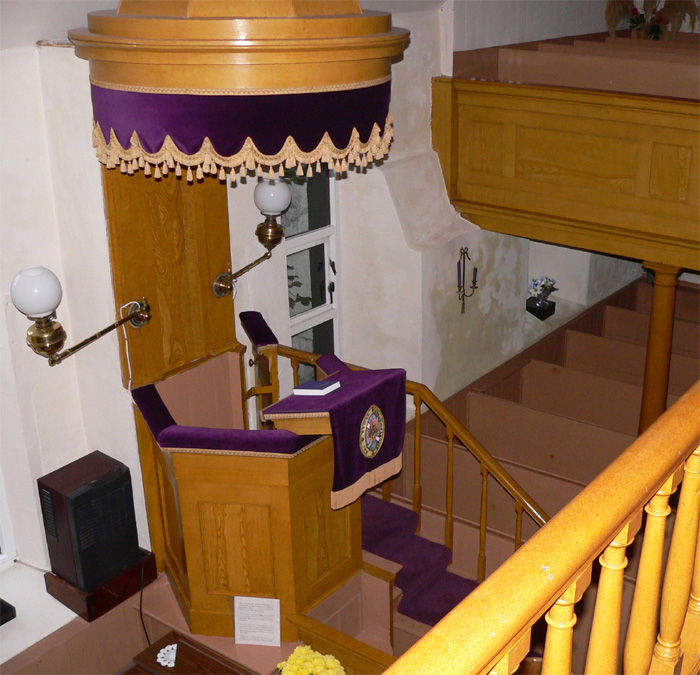
Het interieur van Lunna Kirk.

De eerste kerk van Lunna stamt vermoedelijk uit de twaalfde eeuw en stond op een nabijgelegen heuvel genaamd Chapel Knowe. De kerk had vermoedelijk een westelijk schip dat door een boog gescheiden was van een oostelijk, kleiner deel waar de kansel en het altaar zich bevonden. Voorbeelden van zulke kerken zijn St Mary's Chapel (Sand), St Olaf's Church (Lunda Wick) en St Ninian's Chapel (St Ninian's Isle).
In de periode 1250-1500 werd een nieuwe kerk gebouwd op de huidige locatie; de precieze bouwdatum is onbekend.
Lunna Kirk is een simpel, rechthoekig gebouw, uitkijkend over Lunna Bay, met een interne ruimte van 10,3 bij 5,2 meter. De muren zijn zo'n 0,9 meter dik. De muren zijn voorzien van steunberen aan de buitenzijde.
Buiten aan de zuidzijde is een aparte ommuring van waaruit via een opening in de kerkmuur naar binnen kon worden gekeken. Een theorie zegt dat via deze opening de leprozen van buitenaf de dienst konden volgen; een andere theorie zegt dat de voorganger via de opening het altaar in de gaten kon houden als hij zich buiten de kerk had teruggetrokken. De kerk werd voornamelijk opgetrokken uit vulkanisch hard gesteente.
In 1753 werd de kerk, na ruim vijftig jaar in gebruik te zijn geweest als mausoleum, herbouwd en dusdanig ingericht dat de kerk geschikt werd voor de gereformeerde diensten. In het midden van de zuidmuur werd een kansel geplaatst met een lange, centrale communietafel. Aan de west-, noord- en oostmuur werd een galerij aangebracht. De galerij kan enkel worden bereikt via een trap, die zich buiten aan de westzijde bevindt. De hoofdingang bevindt zich aan de oostzijde. De in de 21e eeuw aanwezige inrichting dateert voornamelijk rond 1840. De kerk doet dienst als hulpkapel.

### Graven
Op de begraafplaats staan onder andere houten kruisen ter nagedachtenis van Noorse gevallenen in de Tweede Wereldoorlog. Zo werd een van de bemanningsleden van de D/S Hop uit Bergen er begraven. Het schip werd op 4 februari 1940 getorpedeerd. Andere bemanningsleden werden begraven op de begraafplaats van St Olaf's Church (Balliasta) (8), Easting (Unst) (3) en Fetlar (3).
Op de begraafplaats bevindt zich een herinneringsplaat ter nagedachtenis van David Armine Howarth (1912-1991) die vanuit Lunna House en later vanuit Scalloway de Shetland Bus-operatie leidde tussen 1941 en 1945.